# Campeonato Mundial de Atletismo Sub-20 de 2021 - 1500 m feminino
A prova dos 1500 metros feminino do Campeonato Mundial de Atletismo Sub-20 de 2021 ocorreu no dia 22 de agosto de 2021 no Centro Esportivo Internacional Moi, em Nairóbi, no Quênia. 

## Recordes
Antes desta competição, os recordes mundiais e do campeonato nesta prova eram os seguintes:
|       | Nome           | Nacionalidade | Tempo   | Local     | Data                  |
| ----- | -------------- | ------------- | ------- | --------- | --------------------- |
| WU20R | Lang Yinglai   | China         | 3:51.34 | Xangai    | 18 de outubro de 1997 |
| CR    | Faith Kipyegon | Quênia        | 4:04.96 | Barcelona | 15 de julho de 2012   |
| WU20L | Diribe Welteji | Etiópia       | 3:58.93 | Hengelo   | 8 de junho de 2021    |

## Medalhistas
| Ouro                   | Prata                | Bronze               |
| Purity Chepkirui (KEN) | Diribe Welteji (ETH) | Winnie Jemutai (KEN) |

## Cronograma
Todos os horários são locais (UTC+3).  
| Data         | Hora  | Evento |
| ------------ | ----- | ------ |
| 22 de agosto | 15:50 | Final  |

## Resultado final
A prova final foi realizada no dia 22 de agosto às 15:50. 
| Posição           | Atleta           | Nacionalidade | Tempo   | Notas |
| ----------------- | ---------------- | ------------- | ------- | ----- |
| Medalha de ouro   | Purity Chepkirui | Quênia        | 4:16.07 |       |
| Medalha de prata  | Diribe Welteji   | Etiópia       | 4:16.39 |       |
| Medalha de bronze | Winnie Jemutai   | Quênia        | 4:18.99 |       |
| 4                 | Hiwot Mehari     | Etiópia       | 4:23.23 |       |
| 5                 | Meryeme Azrour   | Marrocos      | 4:24.39 |       |
| 6                 | Mireya Arnedillo | Espanha       | 4:26.45 |       |
| 7                 | Talida Sfârghiu  | Roménia       | 4:26.68 |       |
| 8                 | Ilona Mononen    | Finlândia     | 4:28.13 |       |
| 9                 | Sebah Amar       | Eritreia      | 4:32.00 |       |
| 10                | Nouhaila Rabii   | Marrocos      | 4:32.95 |       |
| 11                | Ghania Rezzik    | Argélia       | 4:33.68 |       |
| 12                | Zita Urbán       | Hungria       | 4:35.51 |       |

Legenda
| Recorde mundial       | Recorde mundial (World record)               |                       | Recorde africano                      | Recorde africano (African) |                                           | Q | Classificado por posição (Qualified) |
| Recorde do campeonato | Recorde do campeonato (Championship record)  | Recorde da América    | Recorde da América (Americas)         | q                          | Classificado por melhor tempo (Qualified) |   |                                      |
| Melhor marca do ano   | Melhor marca do ano (World leading)          | Recorde asiático      | Recorde asiático (Asian)              | DNS                        | Não largou (Did not start)                |   |                                      |
| Recorde nacional      | Recorde nacional (National record)           | Recorde europeu       | Recorde europeu (European)            | DNF                        | Não terminou (Did not finish)             |   |                                      |
| Recorde pessoal       | Recorde pessoal do atleta (Personal best)    | Recorde da Oceania    | Recorde da Oceania (Oceania)          | DSQ / DQ                   | Desclassificado (Disqualified)            |   |                                      |
| Recorde da temporada  | Recorde da temporada do atleta (Season best) | Recorde sul-americano | Recorde sul-americano (South America) | NM                         | Sem marca (No mark)                       |   |                                      |